# Tomasz Jędrzejczak
Tomasz Jędrzejczak (ur. 7 grudnia 1981 w Rawie Mazowieckiej) – polski polityk, działacz Polskiego Stronnictwa Ludowego.
W latach 2013–2014 sekretarz stanu w Kancelarii Prezesa Rady Ministrów, w 2015 podsekretarz stanu w Ministerstwie Sportu i Turystyki.

## Życiorys
Ukończył studia z socjologii w Szkole Głównej Gospodarstwa Wiejskiego w Warszawie, a także studia podyplomowe z zakresu pośrednictwa nieruchomościami, rolnictwa oraz z zarządzania zespołem w Akademii Leona Koźmińskiego, a także w Akademii Rozwoju Regionalnego i w Akademii Ewaluacji Uniwersytetu Warszawskiego. Ukończył wiele szkoleń i kursów z ww. zakresów. Prowadzi badania w zakresie funkcjonowania mężów stanu na współczesnej polskiej scenie politycznej. Pracował m.in. w Wojewódzkim Urzędzie Pracy, a także w Mazowieckiej Jednostce Wdrażania Programów Unijnych. Współpracował z wieloma urzędami centralnymi i samorządowymi. Zajmował się doradztwem w zakresie PR i pozyskiwania środków unijnych. Specjalizuje się w marketingu politycznym i kampaniach wyborczych. Był szkoleniowcem m.in. z ekonomii społecznej, ewaluacji i pozyskania funduszy unijnych.    
Jest również wykładowcą w Szkole Wyższej im. Bogdana Jańskiego w Warszawie. Prowadzi zajęcia m.in. z negocjacji, mediacji, psychologii w zarządzaniu.    
Był szefem gabinetu politycznego ministra gospodarki.
26 lutego 2013 został powołany na stanowisko sekretarza stanu w Kancelarii Prezesa Rady Ministrów. Został odwołany z tej funkcji 19 grudnia 2014. 2 stycznia 2015 powołany na stanowisko podsekretarza stanu w Ministerstwie Sportu i Turystyki. Odwołany z tego stanowiska 19 listopada 2015.
Bezskutecznie kandydował w 2010 do rady powiatu rawskiego, w 2014 i 2018 do sejmiku województwa mazowieckiego oraz w 2015 do Sejmu.
Był członkiem Komitetu Rady Ministrów ds. Cyfryzacji oraz wielu zespołów międzyresortowych.